# Panagiōtīs Xiouroupas
Panagiōtīs Xiouroupas (in greco: Παναγιώτης Ξιούρουπας; Aradippou, 4 settembre 1968) è un allenatore di calcio ed ex calciatore cipriota, di ruolo attaccante.

## Carriera

### Giocatore

#### Club
Ha sempre militato nelle file di squadre cipriote. Con l'Omonia nella stagione 1990-91 è risultato il miglior marcatore del campionato a pari merito con Suad Beširević. Dopo le esperienze con l'AEK Larnaca e con l'Anorthosis decide di ritirarsi dal calcio giocato nel 2003.

#### Nazionale
Tra il 1987 ed il 1996 ha collezionato 18 presenze e due reti con la nazionale cipriota.

### Allenatore
Ha altresì allenato dapprima come vice dell'AEK e dell'EN Paralimni, poi CT dell'Alki Larnaca nel 2009, e quello dell'Ermis Aradippou nel 2011.

## Palmarès

### Giocatore

#### Club

##### Competizioni nazionali
- Campionato cipriota: 3

Omonia: 1986-1987, 1988-1989, 1992-1993
- Coppa di Cipro: 5

Omonia: 1987-1988, 1990-1991, 1993-1994
Anorthosis: 2001-2002, 2002-2003
- Supercoppa di Cipro: 5

Omonia: 1987, 1988, 1989, 1991, 1994

#### Individuale
- Capocannoniere del campionato cipriota:1

1990-91